# Hypodactylus
Hypodactylus é um gênero de anfíbios da família Craugastoridae.
As seguintes espécies são reconhecidas:
- Hypodactylus adercus (Lynch, 2003)
- Hypodactylus araiodactylus (Duellman & Pramuk, 1999)
- Hypodactylus babax (Lynch, 1989)
- Hypodactylus brunneus (Lynch, 1975)
- Hypodactylus dolops (Lynch & Duellman, 1980)
- Hypodactylus elassodiscus (Lynch, 1973)
- Hypodactylus fallaciosus (Duellman, 2000)
- Hypodactylus latens (Lynch, 1989)
- Hypodactylus lucida (Cannatella, 1984)
- Hypodactylus mantipus (Boulenger, 1908)
- Hypodactylus nigrovittatus (Andersson, 1946)
- Hypodactylus peraccai (Lynch, 1975)